# Karl Brammer
Karl Brammer (* 11. Juli 1891 in Hannover; † 20. März 1964 in West-Berlin) war ein deutscher Journalist.

## Leben
Brammer absolvierte ein Studium an der Technischen Hochschule Hannover und begann 1912 beim „Hannoverschen Tageblatt“ als Volontär zu arbeiten. Wenig später war er dort auch als Redakteur tätig. Im Jahr 1914 wurde er Redakteur des Feuilletons der „Hagener Zeitung“, bevor er wenig später eingezogen wurde, um im Ersten Weltkrieg zu kämpfen. Bis Kriegsende 1918 nahm er am Ersten Weltkrieg teil und nach dessen Ende ging er nach Berlin, wo er bis 1926 als Referent in der neugebildeten Vereinigten Presseabteilung der Reichsregierung und des Auswärtigen Amtes tätig war. Er erlebte im März 1920 unmittelbar den fünftägigen Kapp-Lüttwitz-Putsch mit und veröffentlichte dazu noch im selben Jahr die Buchdokumentation Fünf Tage Militärdiktatur – Dokumente zur Gegenrevolution, die mit präzisen Beobachtungen und Originalproklamationen des Regimes als wichtige historische Quelle zum Putschgeschehen gilt. Er berichtete unter anderem als Referent von den Volksabstimmungen in Oberschlesien und Ostpreußen (1921). Zu dieser Zeit trat er der Deutschen Demokratischen Partei bei.

## Journalismus und Politik
Ab 1926 war Brammer Leiter des Demokratischen Zeitungsdienstes der DDP, der mit Beginn des Nationalsozialismus 1933 eingestellt wurde. Er publizierte mehrere Broschüren zu großen politischen Prozessen der Weimarer Republik.
In der Zeit des Nationalsozialismus hielt Brammer sich unter anderem als Mitarbeiter von Zeitungen über Wasser. Dabei verbreitete er zahlreiche systemkonforme Artikel. Gemeinsam mit Kollegen legte er illegal eine Sammlung der täglichen Sprachregelungen und Tagesparolen des Reichsministerium für Volksaufklärung und Propaganda an , die heute als „Sammlung Brammer“ im Bundesarchiv aufbewahrt wird. Am 6. Januar 1948 trat er als Zeuge der Anklage beim Nürnberger Wilhelmstraßen-Prozess auf
Ab 1945 war er stellvertretender Chefredakteur der „Neuen Zeit“, einer Zeitung der CDU in Ost-Berlin. In dieser Zeit erschien seine Broschüre So lebten sie! 700 Milliarden Hitlerschulden, in der versuchte, das Finanzgebaren des Nationalsozialismus zu durchleuchten. Nach der kommunistischen Gleichschaltung der Zeitung verließ er sie und ging nach West-Berlin, wo er 1948 beim West-Berliner „Tag“ anfing.
Von 1950 bis 1959 leitete Brammer die Pressestelle beim Bundesministerium für Gesamtdeutsche Fragen in Berlin.
Zudem war er Berliner Korrespondent der New Yorker „Staatszeitung und Herold“ sowie nach Ausscheiden aus dem öffentlichen Dienst der „Nordwest-Zeitung“.
Brammer trat im Jahr 1945 der CDU Berlin bei und war für weniger als ein Jahr deren erster Vorsitzender.

## Journalistenverband
Brammer war von 1949 bis 1958 - mit Unterbrechung - Vorsitzender , danach Ehrenmitglied des Presseverbandes Berlin und wurde bei der 1949 erfolgten Gründung des gesamtdeutschen Deutschen Journalisten-Verbandes als Erster Beisitzer in den Vorstand dieses Verbandes gewählt.
Für sein Lebenswerk wurde er 1959 mit dem Großen Bundesverdienstkreuz ausgezeichnet.
Als Todestag Brammers wurde lange fälschlich bei Munzinger und Wikipedia der 17. April 1964 angegeben. Dieser Fehler wurde am 21. Juli 2021 korrigiert.

## Schriften
- Das Gesicht der Reaktion 1918–1919 Der Firn Verlag für praktische Politik und geistige Erneuerung, Berlin 1919
- Fünf Tage Militärdiktatur – Dokumente zur Gegenrevolution unter Verwendung amtlichen Material. Verlag für Politik und Wirtschaft, Berlin 1920 (Digitalisat)
- Verfassungsgrundlagen und Hochverrat : Beiträge zur Geschichte des neuen Deutschlands ; nach stenographischen Verhandlungsberichten und amtlichen Urkunden des Jagow-Prozesses. Verlag für Politik und Wirtschaft, Berlin 1921 (Digitalisat)
- Das politische Ergebnis des Rathenau-Prozesses. Auf Grund amtlichen Stenogramms bearbeitet. Reihe Politische Prozesse : aktenmässige Darstellungen, Heft 1. Verlag für Politik und Wirtschaft, Berlin 1923
- Attentäter, Spitzel, und Justizrat Class. Der Seeckt-und Harden-Prozess. Reihe Politische Prozesse : aktenmässige Darstellungen, Heft 5. Verlag für Sozialwissenschaft, Berlin 1924
- Der Prozess des Reichspräsidenten : nebst juristischen Gutachten von Friedrich v. Payer, Gustav Radbruch, Eugen Schiffer, Hugo Sinzheimer u.a. Reihe Politische Prozesse : aktenmässige Darstellungen, Heft 6. Verlag für Politik und Wirtschaft, Berlin 1925
- So lebten sie! 700 Milliarden Hitlerschulden. Union-Verlag, Berlin 1946
- Der erste Tag im Journalismus. Journalist Jg. 13 Nr. 3, 1963, S. 101